# Nisís Vous
Nisís Vous är en ö i Grekland.   Den ligger i prefekturen Kykladerna och regionen Sydegeiska öarna, i den sydöstra delen av landet, 120 km sydost om huvudstaden Aten. Arean är 0,27 kvadratkilometer.
Terrängen på Nisís Vous är lite kuperad. Öns högsta punkt är 86 meter över havet. Den sträcker sig 0,7 kilometer i nord-sydlig riktning, och 0,7 kilometer i öst-västlig riktning.